# József Zakariás
József Zakariás (Budapest, 25 de marzo de 1924-Budapest, 22 de noviembre de 1971) fue un futbolista y entrenador húngaro. Jugó la mayor parte de su carrera en el MTK como defensa y mediocentro defensivo. Durante los años 1950 fue miembro del equipo nacional húngaro conocido como los Magiares poderosos junto a Nándor Hidegkuti, Ferenc Puskás, Zoltán Czibor, Sándor Kocsis o József Bozsik.

## Carrera profesional
Zakariás nació y murió en Budapest y pasó la gran mayoría de su carrera en el MTK. Sin embargo, en el periodo en el que Zakariás jugó el club fue conocido como Bástya SE y luego Vörös Lobogo SE. Bajo la dirección del entrenador Márton Bukovi y con un equipo que incluía también a Nándor Hidegkuti, Péter Palotás y Mihály Lantos, Zakariás ayudó al MTK a ganar dos títulos de Liga, una Copa de Hungría y una Copa Mitropa.

## Selección nacional
Entre 1947 y 1954, Zakariás jugó 35 partidos con Hungría. Como uno de los legendarios Magiares poderosos, ayudó a Hungría a ser campeones olímpicos en 1952, campeón de Europa central en 1953 y derrotó a Inglaterra dos veces desde su posición clave de mediocentro defensivo. Luego consiguió con Hungría llegar al subcampeonato de la Copa Mundial de 1954. Durante la fase final de la Copa del Mundo jugó cuatro de los cinco partidos que disputó Hungría. Zakariás, supuestamente, rompió el toque de queda antes de la final contra Alemania Occidental, pasando la noche anterior con una camarera de hotel. Zakariás nunca jugó de nuevo con la selección de Hungría.

## Palmarés
Hungría
- Juegos Olímpicos
  - 1952
- Campeón de Europa Central
  - 1953
- Copa Mundial de Fútbol
  - Subcampeón: 1954

MTK/Bástya/Vörös Lobogó
- Campeón de Hungría: 2
  - 1953, 1958
- Copa de Hungría: 1
  - 1952
- Copa Mitropa: 1
  - 1955

## Lecturas relacionadas
- Behind The Curtain - Travels in Eastern European Football: Jonathan Wilson (2006)